# KCNK18
KCNK18 (англ. Potassium two pore domain channel subfamily K member 18) – білок, який кодується однойменним геном, розташованим у людей на короткому плечі 10-ї хромосоми. Довжина поліпептидного ланцюга білка становить 384 амінокислот, а молекулярна маса — 43 671.
| 10         |  | 20         |  | 30         |  | 40         |  | 50         |
| ---------- |  | ---------- |  | ---------- |  | ---------- |  | ---------- |
| MEVSGHPQAR |  | RCCPEALGKL |  | FPGLCFLCFL |  | VTYALVGAVV |  | FSAIEDGQVL |
| VAADDGEFEK |  | FLEELCRILN |  | CSETVVEDRK |  | QDLQGHLQKV |  | KPQWFNRTTH |
| WSFLSSLFFC |  | CTVFSTVGYG |  | YIYPVTRLGK |  | YLCMLYALFG |  | IPLMFLVLTD |
| TGDILATILS |  | TSYNRFRKFP |  | FFTRPLLSKW |  | CPKSLFKKKP |  | DPKPADEAVP |
| QIIISAEELP |  | GPKLGTCPSR |  | PSCSMELFER |  | SHALEKQNTL |  | QLPPQAMERS |
| NSCPELVLGR |  | LSYSIISNLD |  | EVGQQVERLD |  | IPLPIIALIV |  | FAYISCAAAI |
| LPFWETQLDF |  | ENAFYFCFVT |  | LTTIGFGDTV |  | LEHPNFFLFF |  | SIYIIVGMEI |
| VFIAFKLVQN |  | RLIDIYKNVM |  | LFFAKGKFYH |  | LVKK       |  |            |

A: Аланін

C: Цистеїн

D: Аспарагінова кислота

E: Глутамінова кислота

F: Фенілаланін

G: Гліцин

H: Гістидин

I: Ізолейцин

K: Лізин

L: Лейцин

M: Метіонін

N: Аспарагін

P: Пролін

Q: Глутамін

R: Аргінін

S: Серин

T: Треонін

V: Валін

W: Триптофан

Кодований геном білок за функціями належить до іонних каналів, фосфопротеїнів. 
Задіяний у таких біологічних процесах, як транспорт іонів, транспорт, транспорт калію. 
Білок має сайт для зв'язування з калію. 
Локалізований у клітинній мембрані, мембрані.